# Société sportive amicale
La Société sportive amicale est un club omnisports français disparu basé à Saint-Ouen.
Le club qui porte le nom de Société sportive Thomson-Houston jusqu'en 1928 a pour couleurs le bleu et or. La Société sportive amicale siège au 45 boulevard Victor-Hugo.
Ses activités comprennent notamment une équipe de rugby à XV et une équipe de basket-ball. L'équipe de football dispute le premier tour éliminatoire de la Coupe de France de football 1929-1930 contre le Sporting club de Chartres. Le club est sacré champion de France de volley-ball en 1938.